# Hans Chloupač
Hans Chloupač (* 30. Dezember 1887 in Wien; † 5. Januar 1965 ebenda) war ein österreichischer Regierungsrat und Fossiliensammler.

## Leben und Wirken
Hans Chloupač war bis zu seiner Pensionierung 1952 Regierungsrat im Zentralamt für Statistik in Wien. Darüber hinaus war er ein erfolgreicher Fossiliensammler und ehrenamtlicher Mitarbeiter am Naturhistorischen Museum. Seine Sammlung befindet sich im Naturhistorischen Museum.
Chloupač legte den Schwerpunkt seiner Sammlungen auf fossile Conchylien des Wiener Beckens. Hierbei schenkte er Fossilien aus dem Boden Wiens besonderes Augenmerk. Er konnte hiervon eine beachtliche Sammlung zusammentragen. Das Naturhistorische Museum Wien bewertete seine Sammlung als eine „in mehrfacher Hinsicht wertvolle Ergänzung der bisherigen Bestände“.
In Anerkennung seiner Verdienste wurde Chloupač 1954 zum Korrespondent des Naturhistorischen Museums ernannt.

## Veröffentlichungen (Auswahl)
- Entomologische Nachrichten aus den Kronländern. Slavonien. Auszug aus dem im Vereinsheime am 21. November 1917 stattgefundenen Vortrage. In: Zeitschrift des Österreichischen Entomologischen Vereins 3, 1918, S. 59 (zobodat.at [PDF]).
- Neues Sarmatvorkommen und neue Tortonaufschlüsse im Raume Enzesfeld-Lindabrunn, ND. In: Mitt. Alpenl. geol. Ver. 35, 1942, S. 387–394.